# NGC 3175
NGC 3175 је спирална галаксија у сазвежђу Шмрк (Пумпа) која се налази на NGC листи објеката дубоког неба.
Деклинација објекта је - 28° 52' 16" а ректасцензија 10h 14m 42,3s. Привидна величина (магнитуда) објекта NGC 3175 износи 11,3 а фотографска магнитуда 12,1. Налази се на удаљености од 14,156 милиона парсека од Сунца. NGC 3175 је још познат и под ознакама ESO 436-3, MCG -5-24-28, UGCA 207, IRAS 10124-2837, VV 796, AM 1012-283, PGC 29892.